# 1974 en Nouvelle-Écosse
Chronologie de la Nouvelle-Écosse
- 1970
- 1971
- 1972
- 1973
- 1974
- 1975
- 1976
- 1977
- 1978

Cette page concerne des événements survenus en 1974 dans la province canadienne de Nouvelle-Écosse.

## Politique
- Premier ministre : Gerald Regan
- Chef de l'Opposition :
- Lieutenant-gouverneur : Clarence L. Gosse
- Législature :

## Naissances

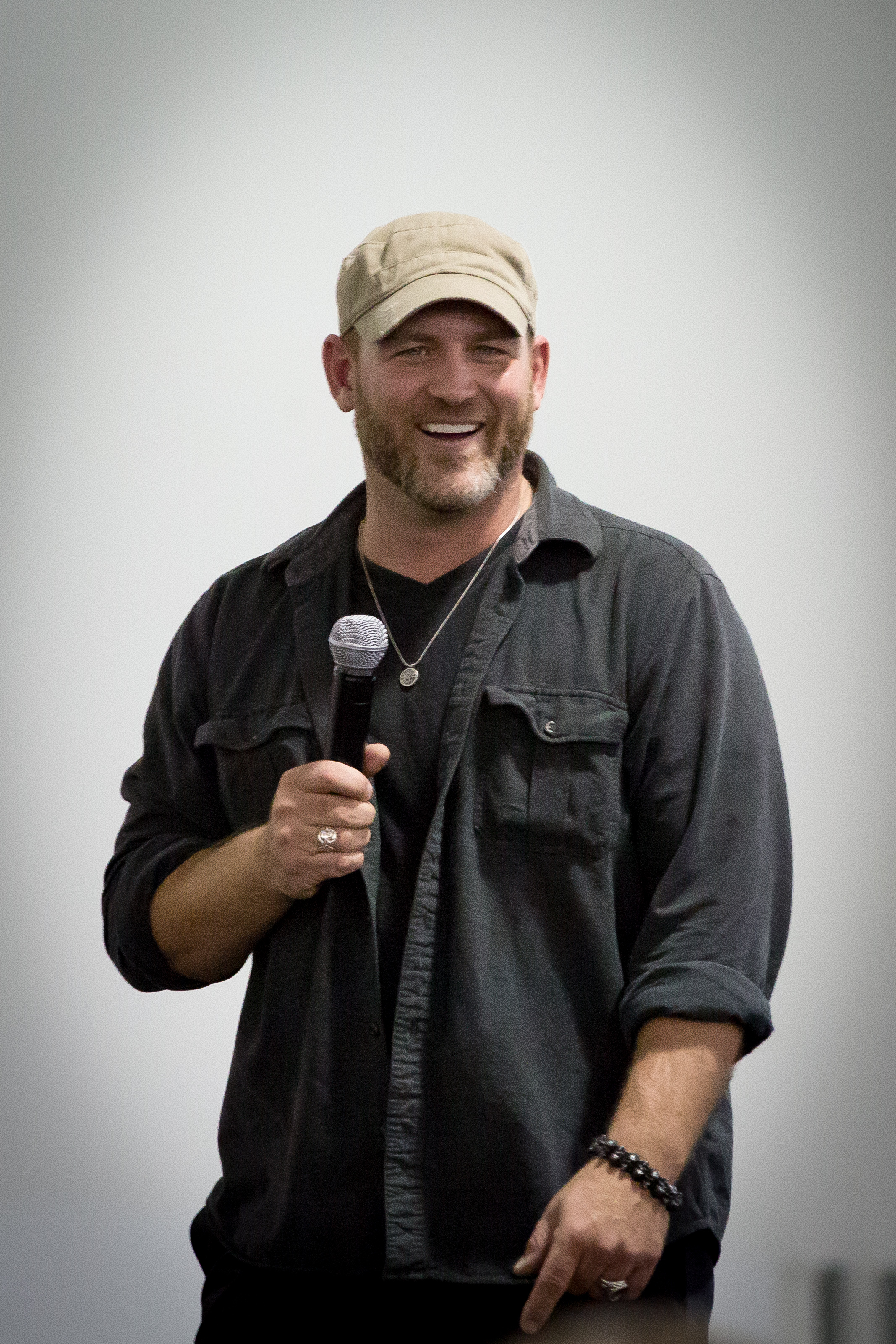
Ty Olsson en 2013.

- Tyler 'Ty' Olsson, né à Halifax, acteur canadien.